# Акустоэлектронное взаимодействие
Акустоэлектронное взаимодействие — это взаимодействие между акустическими волнами и электронами в твёрдых телах, таких как полупроводники и металлы. Акустоэлектронное взаимодействие определяет важные акустические свойства твёрдых тел и лежит в основе многих применений в акустоэлектронике, таких как акустические фильтры, резонаторы и преобразователи.

## Свойства
C понижением температуры время между соударениями электронов увеличивается, что приводит к росту электронного поглощения. Это связано с тем, что при низких температурах электроны имеют меньше энергии для преодоления потенциальных барьеров при столкновениях, и поэтому их рассеяние на фононах становится более эффективным.
В области коротких волн коэффициент поглощения линейно увеличивается с ростом частоты. Это объясняется тем, что на высоких частотах электроны успевают следовать за быстрыми колебаниями решётки, что приводит к более эффективному рассеянию.
Поглощение звука в сверхпроводниках происходит только за счёт взаимодействия с «нормальными» электронами, а сверхпроводящие электроны в этом процессе не участвуют. Поэтому с понижением температуры ниже критической коэффициент поглощения падает, так как все больше электронов переходят в сверхпроводящее состояние.
Коэффициент поглощения сначала растёт пропорционально концентрации носителей тока (n), а затем, достигнув максимума, падает как 1/n из-за кулоновского экранирования. Это связано с тем, что при высокой концентрации носителей их взаимодействие друг с другом начинает экранировать взаимодействие с акустическими волнами.